# Javaanse struikzanger
De Javaanse struikzanger (Locustella montis synoniem: Bradypterus montis) is een zangvogel uit de familie Locustellidae.

## Verspreiding en leefgebied
Deze soort is endemisch in de bergen van de Indonesische eilanden Java, Bali en Timor. Er zijn twee ondersoorten:
- L. m. montis (Hartert, 1896): Java en Bali.
- L. m. timorensis (Mayr, 1944): Timor.